# Arbeitsgruppe Alternative Wirtschaftspolitik

Logo

In der Arbeitsgruppe Alternative Wirtschaftspolitik (auch Memorandum- oder kurz Memo-Gruppe) arbeiten Wirtschaftswissenschaftler und Gewerkschafter „an der Entwicklung wirtschaftspolitischer Vorschläge und Perspektiven, die sich an der Sicherung sinnvoller Arbeitsplätze, der Verbesserung des Lebensstandards und dem Ausbau des Systems der sozialen Sicherheit für die Arbeitnehmer sowie wirksamer Umweltsicherung in der Bundesrepublik orientieren“.
Dabei werden Positionen und Theorien kritisiert, „die Beschäftigung, Einkommen, Sozialleistungen und Umweltschutz den Gewinnen der Privatwirtschaft nach- und unterordnen“. Die große Mehrheit der Wirtschaftswissenschaftler unterstütze eine in erster Linie auf private Gewinnförderung und Wirtschaftswachstum gerichtete Wirtschaftspolitik und vermittele den Eindruck, es gebe aus wissenschaftlichen Gründen keine Alternative. Dem setzt die Arbeitsgruppe ihre wirtschafts- und sozialpolitischen Analysen und Vorschläge mit den Schwerpunkten Arbeit und soziale Gerechtigkeit entgegen und veröffentlicht diese jedes Jahr in der Woche vor dem 1. Mai als Buch, das zeitgleich in einer Online-Pressekonferenz vorgestellt wird.

## Entwicklung
1975  wurde die Arbeitsgruppe gegründet durch die Professoren der Universität Bremen Jörg Huffschmid, Rudolf Hickel und Herbert Schui und legte erstmals im November 1975, kurz nach Verabschiedung des 1. Haushaltstrukturgesetzes durch das Bundeskabinett, in dem die Arbeitsgruppe die Einleitung des Sozialabbaus in der Bundesrepublik sieht, ein „Memorandum für eine wirksame und soziale Wirtschaftspolitik“ vor. Die Gruppe gründete im Jahr 2017 den gleichnamigen Verein.
Seit  1977  wird in jedem Jahr in der Woche vor dem 1. Mai ein weiteres Memorandum für eine alternative Wirtschaftspolitik veröffentlicht. Zusätzlich sind zahlreiche Stellungnahmen zu aktuellen wirtschafts-, finanz- und sozialpolitischen Fragen erstellt worden. Das Memorandum wurde als „Gegengutachten“ zum jährlichen Gutachten des Sachverständigenrates zur Begutachtung der gesamtwirtschaftlichen Entwicklung (der „fünf Weisen“) konzipiert, um einer alternativen Lehrmeinung zur herrschenden Wirtschaftswissenschaft eine Plattform zu geben.
Das herausgegebene Memorandum zeichnet sich dadurch aus, dass es keine Herausgeberschaft gibt – der Text ist das Ergebnis einer diskursiven Gruppenarbeit, wo letztlich nicht mehr feststellbar ist, welcher Autor welchen Anteil daran hat. Die Memorandum-Gruppe wird ausschließlich durch Spenden sowie aus den Einnahmen für die jeweiligen Veröffentlichungen finanziert. An den Tagungen und der Arbeit kann jeder teilnehmen, der Interesse daran hat und dies durch Bereitschaft zur Mitarbeit zum Ausdruck bringt. Eine Kurzfassung wird vor Veröffentlichung mit der Bitte um Zustimmung an einen Unterstützerkreis versandt; deren Unterschriften werden jeweils im Memorandum veröffentlicht.
 1995  wurde auf Initiative von Jörg Huffschmid die europäische Memorandumsgruppe European Economists for an Alternative Economic Policy in Europe (auch EuroMemo Gruppe) ins Leben gerufen, die ebenfalls jährlich ein englischsprachiges Memorandum vorlegt. Darin finden sich alternative ökonomische Analysen und Empfehlungen für die Wirtschaftspolitik der Europäischen Union und ihrer Mitgliedstaaten.
 2011  wurde durch die Arbeitsgruppe Alternative Wirtschaftspolitik, die EuroMemo Gruppe, den wissenschaftlichen Beirat von Attac-Deutschland und die Rosa-Luxemburg-Stiftung im Gedenken an das 2009 verstorbene Gründungsmitglied Jörg Huffschmid ein „Jörg-Huffschmid-Preis“ ausgeschrieben, der zweijährig für Abschlussarbeiten oder Dissertationen im Bereich der Politischen Ökonomie an Universitäten in Deutschland, Österreich und der Schweiz vergeben wird.
 2012  schloss sich die Arbeitsgruppe Alternative Wirtschaftspolitik dem Bündnis Umfairteilen an.
 2017  Die Arbeitsgruppe hatte seit ihrer Gründung ohne formale Struktur gearbeitet. Erst zum 1. Januar 2017 hat sie einen gemeinnützigen eingetragenen Verein gegründet. Die Arbeitsgruppe hat daher offiziell Mitglieder aus dem Kreis der wissenschaftlich aktiven Mitarbeiterinnen und einen gewählten Vorstand. Der Vorstand setzte sich 2017 wie folgt zusammen: Rudolf Hickel (Vorsitzender), Andrea Adrian (2. Stellvertreterin), Axel Troost (1. Stellvertreter), Heinz-J. Bontrup, Mechthild Schrooten. An den Tagungen, der Sommerschule und der Arbeit kann weiterhin teilnehmen, wer Interesse daran hat und dies durch Bereitschaft zur Mitarbeit zum Ausdruck bringt.
 2018  Seit 29 Jahren wird eine sogenannte Sommerschule angeboten; So waren z. B. bei der Sommerschule 2016 die Referenten Heinz-Josef Bontrup, Cornelia Heintze, Rudolf Hickel, Tobias Kaphegyi, Wilfried Kurtzke, Gunter Quaißer, Mechthild Schrooten und Axel Troost.
 2020  Am 17. April 2020 gab die Arbeitsgruppe via Pressemitteilung die Einladung bekannt, dass sie am 24. April 2020 die jährlich stattfindende Pressekonferenz zur Vorstellung der Buchveröffentlichung Memorandum 2020 erstmals über eine öffentlich zugängliche Online‑Pressekonferenz abhalten wird. Vorgestellt wurde das MEMORANDUM 2020: Gegen Markt- und Politikversagen – aktiv in eine soziale und ökologische Zukunft und das SONDERMEMORANDUM zur Corona-Krise Solidaritätspakt zur Krisenbewältigung.
 2021  Die Arbeitsgruppe veröffentlicht immer kurz vor dem 1. Mai ihr Memorandum und führt auch weiterhin zum Veröffentlichungszeitpunkt die Online‑Pressekonferenz fort. Die jeweilige Einladung zur Teilnahme an der jährlichen Online‑Pressekonferenz ist auf der Webseite der Arbeitsgruppe einsehbar.
 2025  Jubiläum: 50 Jahre Arbeitsgruppe Alternative Wirtschaftspolitik. Das fünfzigste Memorandum der Arbeitsgruppe erschien im PapyRossa Verlag.

## Grundzüge der Vorschläge
- Die Arbeitsgruppe sieht die Prägung der Wirtschafts- und Sozialpolitik als Hauptgrund einer Abwärtsspirale aus Nachfrageschwäche und Massenarbeitslosigkeit an.
- Die Arbeitsgruppe schlägt eine nachfragestärkende Politik vor. Ein öffentliches Investitionsprogramm unter anderem für bessere Infrastruktur (insbesondere Bildungsinfrastruktur) sowie ein Beschäftigungsaufbau im Öffentlichen Dienst sollen das Wirtschaftswachstum anstoßen.
- Die Finanzierung soll größtenteils durch eine Erhöhung der Körperschafts-, Erbschafts- und Einkommensteuer (bzw. den Abbau durch Vergünstigungen u. a. Spekulationsgewinne, Zinseinkünfte, Dividendeneinkünfte), sowie durch die Wiedereinführung der Vermögenssteuer und der Börsenumsatzsteuer geschehen.
- Die Arbeitsgruppe Alternative Wirtschaftspolitik spricht sich für eine Erhöhung der Löhne und eine Verkürzung der Arbeitszeit gemäß den Gewinnen und Produktionsfortschritten der Unternehmen aus, da nach Ansicht der Arbeitsgruppe zu geringe Löhne die Binnennachfrage senken.
- Die Sozialversicherungen sollen auf eine breitere Basis gestellt werden, Pflichtmitglieder sollen auch Selbständige, Reiche und Beamte sein. Die Finanzierung soll einkommensabhängig geschehen
- Die Arbeitsgruppe Alternative Wirtschaftspolitik spricht sich gegen Erhöhungen der Mehrwertsteuer aus, auch wenn dadurch Lohnnebenkosten gesenkt werden, da durch eine Mehrwertsteuererhöhung insgesamt die Nachfrage durch die zusätzliche Belastung der Beschäftigten sinken würde.
- Die Arbeitsgruppe schlägt die Einführung von Mindeststandards (z. B. Mindestlöhnen) vor.
- Sie schlägt die Einführung einer Devisentransaktionssteuer (Tobin-Steuer) vor, deren Einnahmen als Finanzierungshilfen für die ärmsten Länder der Welt genutzt werden sollen.

## Bekannte Mitglieder und Mitarbeiter
Eine nicht abschließende Liste mit Personen aus dem aktiveren Umfeld und der Gründungsphase.
- Hermann Adam
- Andrea Adrian
- Joachim Bischoff
- Ulrich Busch (Finanzwissenschaftler)
- Heinz-Josef Bontrup
- Christoph Butterwegge
- Uwe Foullong
- Jürgen Frank
- Werner Glastetter
- Jörg Goldberg
- Peter Hennicke
- Rudolf Hickel
- Jörg Huffschmid
- Klaus Peter Kisker
- Norbert Koubek
- Dieter Leuthold
- Harald Mattfeldt
- Heinz Markmann
- Ronald Mönch
- Bernhard Nagel (Jurist)
- Ralf Ptak
- Gunter Quaißer[6]
- Norbert Reuter
- Mechthild Schrooten
- Susanne Schunter-Kleemann
- Herbert Schui
- Angelina Sörgel
- Klaus Steinitz
- Axel Troost
- Franziska Wiethold
- Karl Georg Zinn

## Preise
- 1987 Demokratiepreis der Blätter für deutsche und internationale Politik
- 2010 Golden Award of Change[7] von der Künstlerin Lucia Dellefant, verliehen im Münchner Rathaus am 10. Oktober.[8]

## Veröffentlichungen

### Memorandum
Buchausgaben mit jeweiligen PDF-Kurzfassungen
- 2025: Mehr Demokratie – Weniger Kapitalmacht! | MEMORANDUM 2025 | PDF | ISBN 978-3-89438-849-2
- 2024: Schuldenbremse lösen: Auftakt zu gerechtem Klimaschutz | MEMORANDUM 2024 | PDF | ISBN 978-3-89438-826-3
- 2023: Globalisierung am Ende – Zeit für Alternativen | MEMORANDUM 2023 | PDF | ISBN 978-3-89438-805-8
- 2022: Raus aus dem Klimanotstand – Ideen für den Umbruch | MEMORANDUM 2022 | PDF | ISBN 978-3-89438-781-5
- 2021: Corona – Lernen aus der Krise! Alternativen zur Wirtschaftspolitik | MEMORANDUM 2021 | PDF | ISBN 978-3-89438-755-6
- 2020: Gegen Markt- und Politikversagen – aktiv in eine soziale und ökologische Zukunft | MEMORANDUM 2020 | PDF | ISBN 978-3-89438-732-7
- 2019: Klimakollaps, Wohnungsnot, kriselnde EU | MEMORANDUM 2019 | PDF | ISBN 978-3-89438-697-9
- 2018: Preis der »schwarzen Null«: Verteilungsdefizite und Versorgungslücken | MEMORANDUM 2018 | PDF | ISBN 978-3-89438-665-8
- 2017: Statt „Germany first“: Alternativen für ein solidarisches Europa | MEMORANDUM 2017 | PDF | ISBN 978-3-89438-645-0
- 2016: Europäische Union und Flüchtlingsmigration – Solidarität statt Chaos | MEMORANDUM 2016 | PDF | ISBN 978-3-89438-611-5
- 2015: 40 Jahre für eine soziale und wirksame Wirtschaftspolitik gegen Massenarbeitslosigkeit | MEMORANDUM 2015 | PDF | ISBN 978-3-89438-584-2
- 2014: Kein Aufbruch – Wirtschaftspolitik auf alten Pfaden | MEMORANDUM 2014 | PDF | ISBN 978-3-89438-549-1
- 2013: Umverteilen. Alternativen der Wirtschaftspolitik | MEMORANDUM 2013 | PDF | ISBN 978-3-89438-512-5
- 2012: Europa am Scheideweg – Solidarische Integration oder deutsches Spardiktat | MEMORANDUM 2012 | PDF | ISBN 978-3-89438-490-6
- 2011: Strategien gegen Schuldenbremse, Exportwahn und Eurokrise | MEMORANDUM 2011 | PDF | ISBN 978-3-89438-457-9
- 2010: Sozial-ökologische Regulierung statt Sparpolitik und Steuergeschenken | Memorandum 2010 | PDF | ISBN 978-3-89438-433-3
- 2009: Von der Krise in den Absturz? Stabilisierung, Umbau, Demokratisierung | Memorandum 2009 | PDF | ISBN 978-3-89438-409-8
- 2008: Neuverteilung von Einkommen, Arbeit und Macht. Alternativen zur Bedienung der Oberschicht | Memorandum 2008 | PDF | ISBN 978-3-89438-389-3
- 2007: Mehr und bessere Beschäftigung, ökologischer Umbau und soziale Gerechtigkeit – Demokratische Wirtschaftspolitik statt Aufschwungstaumel | Memorandum 2007 | PDF | ISBN 978-3-89438-364-0
- 2006: Mehr Beschäftigung braucht eine andere Verteilung | Memorandum 2006 | PDF | ISBN 3-89438-343-7
- 2005: Sozialstaat statt Konzern-Gesellschaft. Alternativen der Wirtschaftspolitik | Memorandum 2005 | PDF | ISBN 3-89438-324-0
- 2004: Beschäftigung, Solidarität und Gerechtigkeit – Reform statt Gegenreform | Memorandum 2004 | PDF | ISBN 3-89438-291-0
- 2003: Krise im Schatten des Krieges – Mehr Steuern für mehr Beschäftigung statt Abbruch des Sozialstaates | Memorandum 2003 | PDF | ISBN 978-3-89438-258-2
- 2002: Blauer Brief für falsche Wirtschaftspolitik – Kurswechsel für Arbeit und Gerechtigkeit | Memorandum 2002 | PDF | ISBN 978-3-89438-246-9
- 2001: Modernisierung durch Investitions- und Beschäftigungsoffensive – Alternativen der Wirtschaftspolitik | Memorandum 2001 | PDF | ISBN 978-3-89438-221-6
- 2000: Den Aufschwung nutzen – Politik für Arbeitsplätze, soziale Gerechtigkeit und ökologischen Umbau | Memorandum 2000 | PDF | ISBN 978-3-89438-197-4
- 1999: Mehr Konsequenz beim Kurswechsel – Vorrang für Beschäftigung, Umwelt und Gerechtigkeit | Memorandum 1999 | PDF | ISBN 978-3-89438-172-1
- 1998: Bewegung in Europa – Blockade in Deutschland. Kurswechsel für Beschäftigung | Memorandum 1998 | PDF | ISBN 978-3-89438-151-6
- 1997: Beschäftigungspolitik und gerechte Einkommensverteilung gegen soziale Zerstörung | Memorandum 1997 | PDF | ISBN 978-3-89438-123-3
- 1996: Gegen kapitalorientierte Standortdebatte und Zeitdiktat bei der Europäischen Währungsunion: Arbeitsplätze – ökologischer Umbau – soziale Sicherung | Memorandum 1996 | PDF | ISBN 978-3-89438-103-5
- 1995: Stärkung des Sozialstaates – Wirtschaftspolitik für Arbeit und ökologischen Umbau | Memorandum 1995 | PDF | ISBN 978-3-89438-087-8
- 1994: Wirtschaftsreformen statt Standortparolen: Politik gegen Massenarbeitslosigkeit, Sozialabbau und Umweltzerstörung | Memorandum 1994 | PDF | ISBN 978-3-89438-067-0
- 1993: Beschäftigungspolitik statt Sozialabbau – Industrielle Kerne sichern: Alternativen der Wirtschaftspolitik | Memorandum 1993 | PDF | ISBN 978-3-89438-057-1
- 1992: Gegen den ökonomischen Niedergang – Industriepolitik in Ostdeutschland | Memorandum 1992 | PDF | ISBN 978-3-89438-043-4
- 1991: Gegen Massenarbeitslosigkeit und Chaos – Aufbaupolitik in Ostdeutschland | Memorandum 1991 | PDF | ISBN 978-3-89438-014-4
- 1990: Im deutsch-deutschen Umbruch: Vorrang für sozialen und ökologischen Umbau | Memorandum 1990 | PDF | ISBN 978-3-89438-003-8
- 1989: Gegen Unternehmermacht und Patriarchat: Gleichstellung der Frauen – demokratische Wirtschaftspolitik in der EG | Memorandum 1989 | PDF | ISBN 978-3-7609-1273-8
- 1988: Im Abschwung: Gegensteuern statt Steuerreform – Alternativen der Wirtschaftspolitik | Memorandum 1988 | PDF | ISBN 978-3-7609-1203-5
- 1987: Am Beginn des Abschwungs: Mit Arbeitszeitverkürzung und Umweltprogrammen gegen die Krise | Memorandum 1987 | PDF | ISBN 978-3-7609-1117-5
- 1986: Für eine beschäftigungspolitische Offensive: Sofortmaßnahmen, für zwei Millionen Arbeitsplätze | Memorandum 1986 | PDF | ISBN 978-3-7609-1026-0
- 1985: Gegen die Unterwerfung der Arbeit und die Zerstörung der Umwelt – Mehr Arbeitsplätze, soziale Sicherheit und Umweltschutz | Memorandum 1985 | PDF | ISBN 978-3-7609-0957-8
- 1984: Gegen soziale Zerstörung durch Unternehmerherrschaft – Qualitatives Wachstum, 35-Stunden-Woche, Vergesellschaftung | Memorandum 1984 | PDF | ISBN 978-3-7609-0883-0
- 1983: Qualitatives Wachstum, Arbeitszeitverkürzung, Vergesellschaftung – Alternativen zu Unternehmerstaat und Krisenpolitik | Memorandum 1983 | PDF | ISBN 978-3-7609-0760-4
- 1982: Qualitatives Wachstum statt Gewinnförderung. Alternativen der Wirtschaftspolitik | Memorandum 1982 | PDF | ISBN 978-3-7609-0725-3
- 1981: Demokratische Wirtschaftspolitik gegen Marktmacht und Sparmaßnahmen | Memorandum 1981 | PDF | ISBN 978-3-7609-0649-2
- 1980: Gegen konservative Formierung – Alternativen der Wirtschaftspolitik | Memorandum 1980 | PDF | ISBN 978-3-7663-0465-0
- 1979: Vorrang für Vollbeschäftigung | Memorandum 1979 | PDF | ISBN 978-3-7609-0463-4
- 1978: Alternativen der Wirtschaftspolitik | Memorandum 1978 | PDF | ISBN 978-3-7663-0226-7
- 1977: Vorschläge zur Beendigung der Massenarbeitslosigkeit | Memorandum 1977 | PDF | ohne ISBN | DNB
- 1975: Für eine wirksame und soziale Wirtschaftspolitik | Memorandum 1975 | PDF | ohne ISBN | DNB

### Memorandum Ostdeutschland
Von 1991 bis 2009 veröffentlichte die Arbeitsgruppe jeweils jährlich ein Memorandum über die wirtschaftliche Situation in Ostdeutschland.

### Sondermemoranden
- 2020: Corona-Krise: Solidaritätspakt zur Krisenbewältigung | SonderMemo 2020 | PDF
- 2019: Gutes Wohnen für alle | PDF
- 2011: Euroland in der Krise: Ein Sieben-Punkte-Programm zur Wirtschafts- und Währungsunion | PDF
- 2010: Politik hat nichts gelernt – das Umverteilen von unten nach oben geht weiter | PDF
- 2008: Krise unterschätzt – Massives Konjunkturprogramm erforderlich | PDF
- 2003: 35-Stunden-Woche in Ostdeutschland – gerecht, wirksam und bezahlbar | PDF
- 1984: 35 Stunden sind genug! Abbau der Massenarbeitslosigkeit und Verbesserung der Arbeits- und Lebensbedingungen durch Arbeitszeitverkürzung | PDF | ISBN 978-3-7609-0865-6

### Memorandum der EuroMemo Gruppe
- 2025: Europe and the world beyond the polycrisis: Possible futures | EuroMemo 2025 | PDF (en)
- 2024: Wie soll die Europäische Union mit der Polykrise umgehen? | EuroMemo 2024 | PDF | ISBN 978-3-96488-221-9
- 2023: Europa in der Polykrise: Kämpfe um Überleben, Klima- & Energiegerechtigkeit | EuroMemo 2023 | PDF | ISBN 978-3-96488-192-2
- 2022: Zwischen Coronakrise und Ukraine-Krieg: Die EU im Jahr 2022 | EuroMemo 2022 | PDF | ISBN 978-3-96488-159-5
- 2021: Eine global-lokale Post-Covid-19-Agenda für eine sozial-ökologische Transformation in Europa | EuroMemo 2021 | PDF | ISBN 978-3-96488-113-7
- 2020: A Green New Deal for Europe – Opportunities and Challenges | EuroMemo 2020 | EuroMemo 2020 | PDF | ISBN 978-3-96488-069-7
- 2019: Aussichten für eine politische Ökonomie für alle in Europa | EuroMemo 2019 | PDF | ISBN 978-3-89965-898-9
- 2018: Kann die EU noch gerettet werden? Die Folgen eines Europas der verschiedenen Geschwindigkeiten | EuroMemo 2018 |PDF | ISBN 978-3-89965-881-1
- 2017: Die Europäische Union: Gefahr der Desintegration | EuroMemo 2017 | PDF | ISBN 978-3-89965-875-0
- 2016: Wege zur Bewältigung der Krisen in Europa: Eine Agenda für einen wirtschaftlichen Wandel, Solidarität und Demokratie | EuroMemo 2016 | PDF | ISBN 978-3-89965-869-9
- 2015: Die Zukunft der Europäischen Union: Stagnation und Polarisierung oder eine grundlegende Neuausrichtung? | EuroMemo 2015 | PDF | ISBN 978-3-89965-982-5
- 2014: Europa spaltet sich. Die Notwendigkeit für radikale Alternativen zur gegenwärtigen EU-Politik | EuroMemo 2014 | PDF | ISBN 978-3-89965-975-7
- 2013: Die Krise in der Europäischen Union verschärft sich | EuroMemo 2013 | PDF | ISBN 978-3-89965-971-9
- 2012: Europäische Integration am Scheideweg | EuroMemo 2012 | PDF | ISBN 978-3-89965-966-5
- 2010/2011: Der Krise entgegentreten: Sparkurs oder Solidarität | EuroMemo 2010/11 | PDF | ISBN 978-3-89965-961-0
- 2009/2010: Europa in der Krise: Wie die EU in der Krise versagt | EuroMemo 2009/10 | PDF | ISBN 978-3-89965-955-9
- 2008/2009: Die demokratische Neuordnung des Finanzsektors, ein Vollbeschäftigungsregime und ökologischer Umbau – Alternativen zum finanzmarktgetriebenen Kapitalismus | EuroMemo 2008/09 | PDF | ISBN 978-3-89965-355-7 | ISBN 978-3-89965-950-4
- 2007: Vollbeschäftigung mit guter Arbeit, ein starker öffentlicher Sektor und internationale Zusammenarbeit | EuroMemo 2007 | PDF | ISBN 978-3-89965-289-5
- 2006: Eine demokratische wirtschaftspolitische Alternative zum neoliberalen Umbau Europas | EuroMemo 2006 | PDF | ISBN 978-3-89965-232-1
- 2005: Demokratische Politik gegen die Herrschaft der Märkte – Vorschläge für eine integrierte Entwicklungsstrategie in Europa | EuroMemo 2005 | PDF | ISBN 978-3-89965-182-9
- 2004: Jenseits von Lissabon – Wirtschafts- und sozialpolitische Leitlinien und Eckpunkte einer Verfassung für das europäische Gesellschaftsmodell | EuroMemo 2004 | PDF | ISBN
- 2003: Vollbeschäftigung, Wohlfahrt und ein starker öffentlicher Sektor. Demokratische Herausforderungen in einer erweiterten Union | EuroMemo 2003 | PDF | ISBN 3-89965-086-7
- 2002: Bessere Institutionen, Regeln und Instrumente für Vollbeschäftigung und sozialen Wohlstand in Europa EuroMemo 2002 | PDF | ISBN 3-89965-020-4
- 2001: Wirtschaftspolitik gegen Rezession und Polarisierung | EuroMemo 2001 | PDF
- 2000: Alternative wirtschaftspolitische Leitlinien für Vollbeschäftigung und sozialen Zusammenhalt in Europa | EuroMemo 2000 | PDF
- 1998: Full Employment, Solidarity and Sustainability in Europe – Old Challenges, New Opportunities for Economic Policy | EuroMemo 1998 | PDF
- 1997: Full Employment, Social Cohesion and Equity for Europe – Alternatives to Competitive Austerity | EuroMemo 1997 | PDF